# Antonio Scarpa
Antonio Scarpa (Motta di Livenza, 9 de mayo de 1752 –Bosnasco, 31 de octubre de 1832) fue un médico y anatomista italiano.

## Biografía
Estudió medicina en la Universidad de Padua, obteniendo el título el 19 de mayo de 1770. En 1772 fue nombrado profesor en la Universidad de Módena. En 1783 fue nombrado profesor de Anatomía de la Universidad de Pavía, continuó desarrollando esta actividad hasta 1804. En 1821 fue elegido miembro extranjero de la Real Academia de las Ciencias de Suecia. Murió en Pavia el 31 de octubre de 1832. Después de su muerte su ayudante Carlo Beolchin realizó la autopsia del cuerpo y conservó la cabeza que actualmente se encuentra expuesta en el Museo de Historia de la Universidad de Pavía.

## Publicaciones
- De structura fenestrae rotundae auris et de tympano secundario, anatomicae observationes, publicado en 1772.[3]

- Anatomicæ disquisitiones de auditu et olfactu, publicado en 1789.[2]
- Tabulae neurologicae, 1794.[4][5]

- Commentarius de Penitiori Ossium Structura, 1799.[2]
- Saggio di osservazioni e d'esperienze sulle principali malattie degli occhi, 1801.[6]
- Riflessioni ed Osservazione anatomico-chirugiche sull' Aneurisma, 1804.[2]
- Sull'ernie memorie anatomico-chirurgiche, 1809.

## Epónimos
- Triángulo de Scarpa.
- Ganglio de Scarpa.
- Aponeurosis de Scarpa.